# Ifigenia in Aulide
Ifigenia in Aulide és una òpera en tres actes composta per Niccolò Jommelli sobre un llibret italià de Mattia Verazi. S'estrenà al Teatro Apollo de Roma el 9 de febrer de 1751.
Una versió revisada de l'obra, que incloïa alguns temes compostos per Tommaso Traetta, va ser estrenada a Nàpols el 1753. En aquesta representació hi feu el seu debut en un paper menor Giuseppe Aprile, un cantant castrat que es va especialitzar més tard en el repertori de Jommelli i que va ser molt apreciat per Wolfgang Amadeus Mozart.	
Es representa el 23 de març de 1755 al Teatre de la Santa Creu de Barcelona. La representació d'aquesta òpera sembla que va ser molt acurada, amb decorats de Josep Vinyals i Miró.